# Lijst van schilderijen van Judith Leyster
Dit is een overzicht van de werken van Judith Leyster (1609-1660), plus een selectie van werken die ooit aan haar zijn toegeschreven. Ze schilderde genrestukken, stillevens en portretten.

## Geaccepteerde werken
De kern van het oeuvre van Judith Leyster bestaat uit ruim twintig schilderijen en een aquarel. Het gaat om werken die gesigneerd zijn of op grond van de stijl unaniem aan haar worden toegeschreven.
| Afbeelding | Titel                                                                         | Signatuur (datering)   | Afmetingen h x b cm | Techniek                         | Verblijfplaats                                                         |
| ---------- | ----------------------------------------------------------------------------- | ---------------------- | ------------------- | -------------------------------- | ---------------------------------------------------------------------- |
|            | Twee muzikanten                                                               | JL* (ca. 1629)         | 28 × 22,8           | olieverf op paneel               | Haarlem, Frans Halsmuseum (bruikleen)                                  |
|            | De serenade                                                                   | JL* 1629               | 45,5 × 35           | olieverf op paneel               | Amsterdam, Rijksmuseum, inv. SK-A-2326                                 |
|            | De vrolijke drinker of Peeckelhaering                                         | JL* 1629               | 89 × 85             | olieverf op doek                 | Amsterdam, Rijksmuseum, inv. SK-A-1685                                 |
|            | Peeckelhaering met een tinnen kan en een pijp of Vrolijke drinker             | (ca. 1629)             | 77 × 63             | olieverf op doek                 | Berlijn, Gemäldegalerie, inv. 801B                                     |
|            | Vrolijk gezelschap                                                            | (ca. 1629)             | 74,4 × 62,9         | olieverf op doek                 | Privécollectie (collectie Nortman, London en Maastricht)               |
|            | De laatste druppel of Gulzige drinkers                                        | JL* (ca. 1629)         | 89,2 × 73,7         | olieverf op doek                 | Philadelphia Museum of Art (John G. Johnson Collectie), inv. 2033      |
|            | Zelfportret                                                                   | (ca. 1630)             | 74,6 × 65,1         | olieverf op doek                 | Washington D.C., National Gallery of Art, inv. 1050                    |
|            | Jongen in profiel                                                             | (ca. 1630)             | 19 x 19             | olieverf op paneel               | Washington D.C., National Gallery of Art                               |
|            | Portret van een jongen (toegeschreven aan Judith Leyster)                     | (na 1632)              | 16,6 × 16,3 cm      | olieverf op paneel               | Stockholm, Nationalmuseum, inv. NM 3384                                |
|            | Meisje met strohoed                                                           | (ca. 1630-1640)        | 35,5 × 30,4         | olieverf op paneel               | Zürich, Fondation Rau pour le Tiers-Monde                              |
|            | Twee kinderen met een kat                                                     | JL (ca. 1630)          | 61 x 52             | olieverf op doek                 | Privécollectie                                                         |
|            | Vrolijk paar of Elegant drinkend en musicerend paar                           | JL* 1630               | 68 × 55             | olieverf op paneel               | Parijs, Musée du Louvre, inv. RF 2131                                  |
|            | Een spelletje triktrak of Rokend en triktrakspelend gezelschap bij kaarslicht | (ca. 1630)             | 40,7 x 31,1         | olieverf op paneel               | Worcester (Massachusetts), Worcester Art Museum, inv. 1983.58          |
|            | Het concert of Musicerend gezelschap                                          | (ca. 1633)             | 60,9 × 86,3         | olieverf op doek                 | Privécollectie                                                         |
|            | Man die een vrouw geld aanbiedt                                               | JLS* 1631              | 30,9 × 24,2         | olieverf op paneel               | Den Haag, Mauritshuis, inv. 564                                        |
|            | Jonge vrouw met een luit                                                      | JL* (ca. 1631)         | 31 × 22             | olieverf op paneel               | Privécollectie (Londen)                                                |
|            | Jonge fluitspeler                                                             | JL* (ca. 1635)         | 73 × 62             | olieverf op doek                 | Stockholm, Nationalmuseum, inv. 1120                                   |
|            | Kinderen met een kat en een aal                                               | iudith* (ca. 1635)     | 59,4 × 48,8         | olieverf op paneel               | Londen, National Gallery, inv. 5417                                    |
|            | Portret van een onbekende vrouw                                               | JL* 1635               | 53,5 × 41,5         | olieverf op paneel               | Haarlem, Frans Halsmuseum, inv. OS-65-8                                |
|            | Stilleven met een mand vol fruit tussen een tinnen kan en een roemer          | JL* (ca. 1635-1640)    | 68 × 62,5           | olieverf op doek                 | Privécollectie (collectie Mrs. Barbara Johnson, Princeton, New Jersey) |
|            | de vroege Brabantsson, fol. 29 uit: Tulpenboek                                | JL* 1643               | 38,2 × 27,2         | zilverstift en aquarel op velijn | Haarlem, Frans Halsmuseum                                              |
|            | Bloemen in een vaas of Blompotje                                              | Judith. molenaers 1654 | 69,7 × 50,4         | olieverf op paneel               | Privécollectie                                                         |

## Onzekere toeschrijvingen
Deze paragraaf bevat een aantal werken die vaak ook aan Judith Leyster wordt toegeschreven, maar waarover geen recente wetenschappelijke publicaties zijn verschenen die deze toeschrijvingen bevestigen. Dit komt voor een deel doordat diverse schilderijen zich in (onbekende) privécollecties bevinden. De toeschrijvingen in deze lijst zijn grotendeels ontleend aan de website van de RKD.
| Afbeelding | Toeschrijving                                                  | Titel                                                                                             | Signatuur (datering) | Afmetingen h x b cm | Techniek           | Verblijfplaats                                              |
| ---------- | -------------------------------------------------------------- | ------------------------------------------------------------------------------------------------- | -------------------- | ------------------- | ------------------ | ----------------------------------------------------------- |
|            | Judith Leyster (?)                                             | David met het hoofd van Goliath                                                                   | JL* (ca. 1628)       | 21 × 15             | olieverf op paneel | Verblijfplaats onbekend                                     |
|            | Judith Leyster (waarschijnlijk)                                | Twee muzikanten (variant van het gelijknamige schilderij in het Frans Halsmuseum, ten voeten uit) | (ca. 1629)           |                     |                    | Verblijfplaats onbekend                                     |
|            | Judith Leyster (waarschijnlijk)                                | De serenade (kopie van het schilderij in het Rijksmuseum)                                         |                      | 50 × 37             | olieverf op paneel | Privécollectie (veiling Phillips, Londen, 11 december 1990) |
|            | (Toegeschreven aan) Judith Leyster                             | Lachende jongen met druiven in zijn hoed                                                          | (ca. 1629)           | 25,4 × 21 cm        | olieverf op paneel | Onbekende privécollectie                                    |
|            | Toegeschreven aan Judith Leyster                               | Luit spelende man en oude vrouw met muntgeld in een interieur                                     | (ca. 1631)           | 80 × 65 cm          | olieverf op doek   | Rome, Galleria Nazionale d'Arte Antica, Rome, inv. 1086     |
|            | Judith Leyster (of Dirck Hals ?)                               | Moeder die een kind verzorgt in een interieur                                                     | 1633                 | 28 × 28 cm          |                    | Verblijfplaats onbekend                                     |
|            | Judith Leyster (of Dirck Hals ?)                               | Naaiende vrouw met twee kinderen bij het vuur                                                     | (ca. 1633)           | 28 × 28 cm          | olieverf op paneel | Dublin, National Gallery of Ireland                         |
|            | (Toegeschreven aan) Judith Leyster                             | Jongeman met een drinkkan ('de kannenkijker')                                                     | (ca. 1633)           | 31 × 21,5           | olieverf op paneel | Privécollectie                                              |
|            | (Toegeschreven aan) Judith Leyster                             | Portret van een man                                                                               | (ca. 1635)           | 68,5 × 56,5 cm      | olieverf op doek   | Privécollectie (veiling Christie's New York, 1999)          |
|            | Portret van een vrouw, mogelijk zelfportret van Judith Leyster | (ca. 1653)                                                                                        | 30,9 x 21,9          | olieverf op doek    | Privécollectie     |                                                             |

## Niet van Leyster

### Omgeving van Frans Hals
Verder is er een groep schilderijen die kopieën van of variaties op schilderijen van Frans Hals zijn. Deze werken zijn waarschijnlijk in het atelier van Frans Hals gemaakt door assistenten die de techniek van Frans Hals zo goed mogelijk probeerden te benaderen. Deze schilderijen, alsmede enkele werken die ook wel aan Frans Hals zelf worden toegeschreven, stonden vroeger op naam van Judith Leyster – Hofrichter heeft ze ook opgenomen in haar catalogue raisonné – maar technisch onderzoek heeft uitgewezen dat de werkwijze van de schilders van deze werken heel anders was dan die van Judith Leyster.

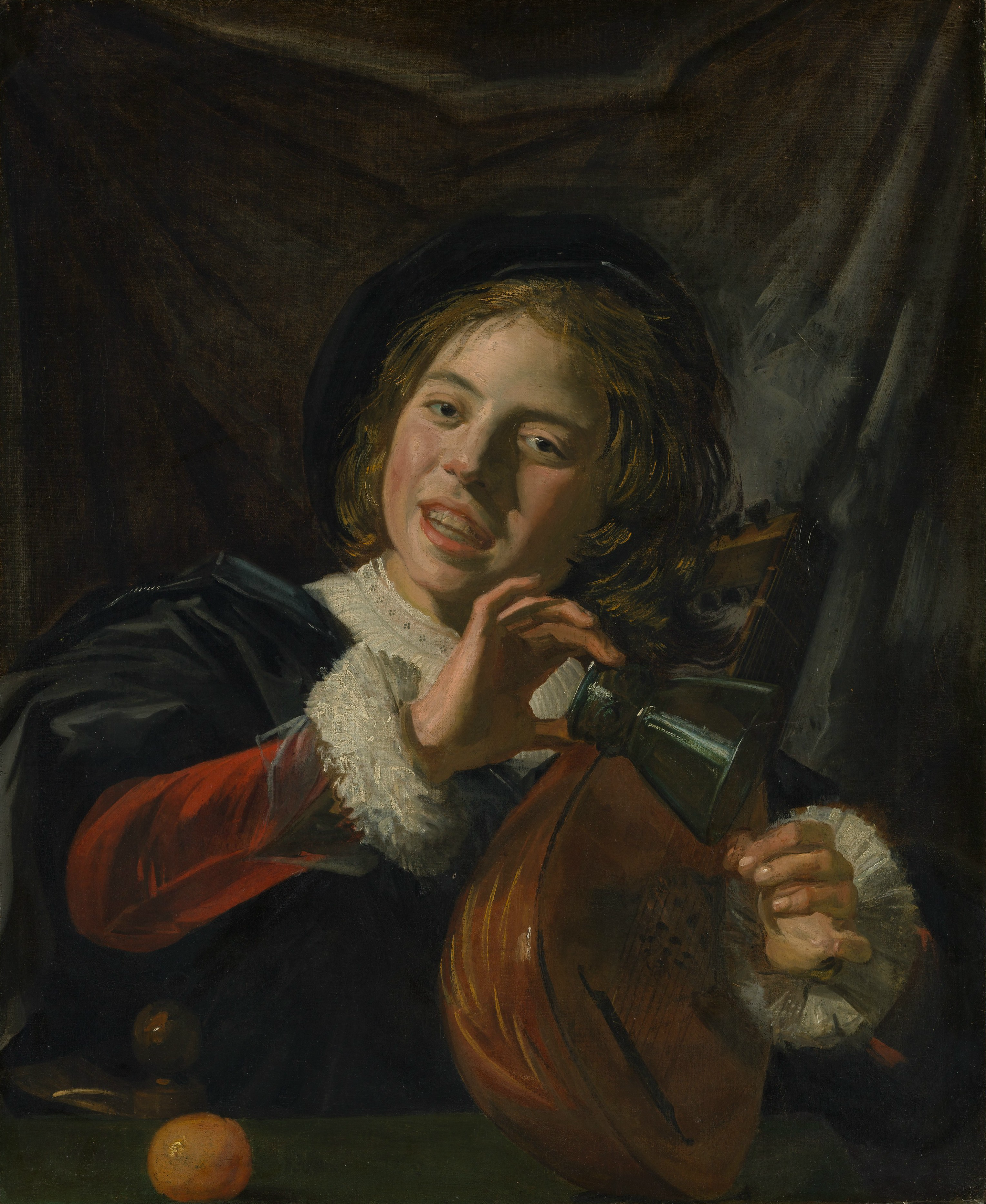
Frans Hals, Jongen met glas en luit, ca. 1635, New York, Metropolitan Museum of Art
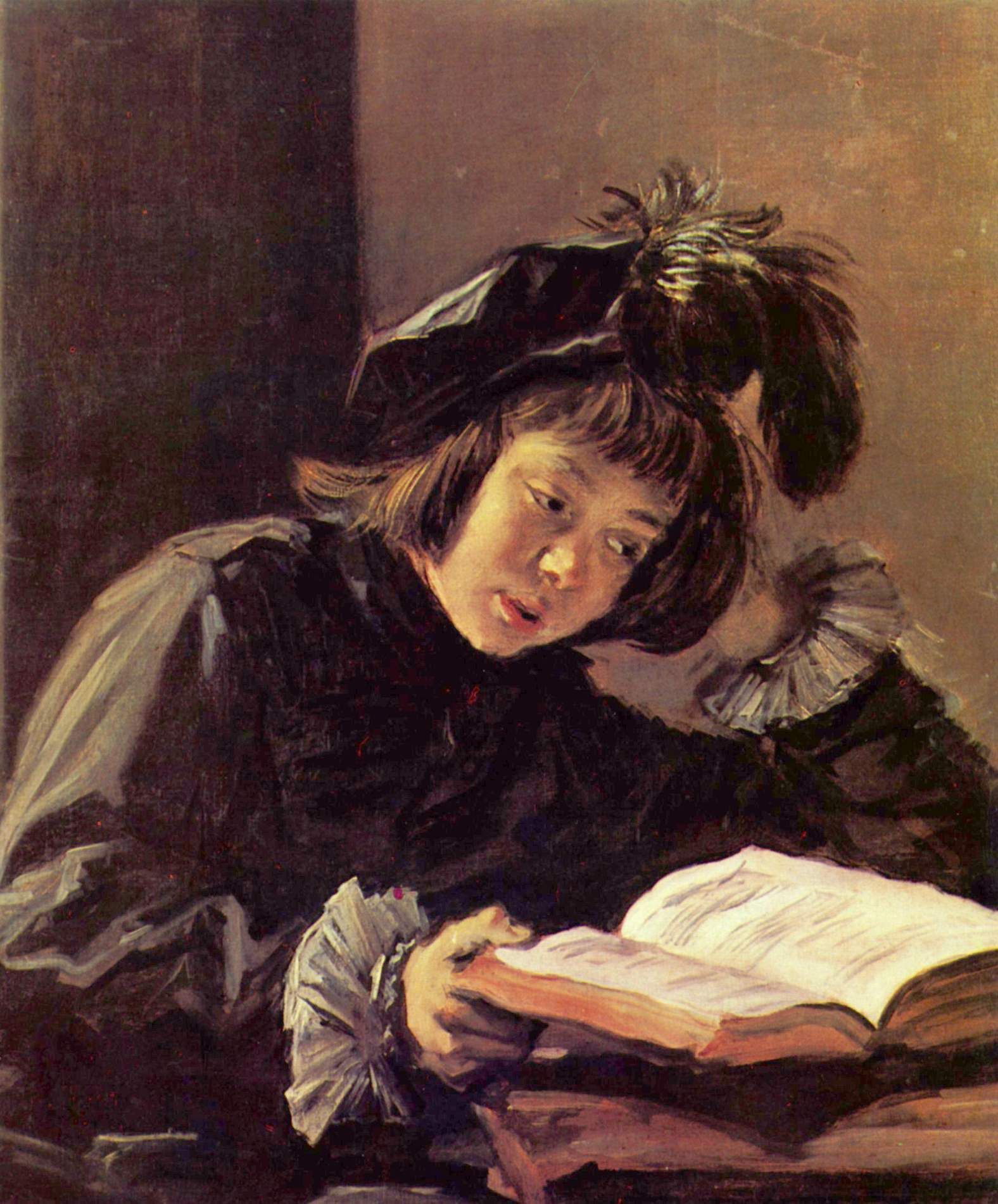
Frans Hals, Lezende jongen, 76,3 × 63,4 cm, Winterthur, Oskar Reinhart collectie
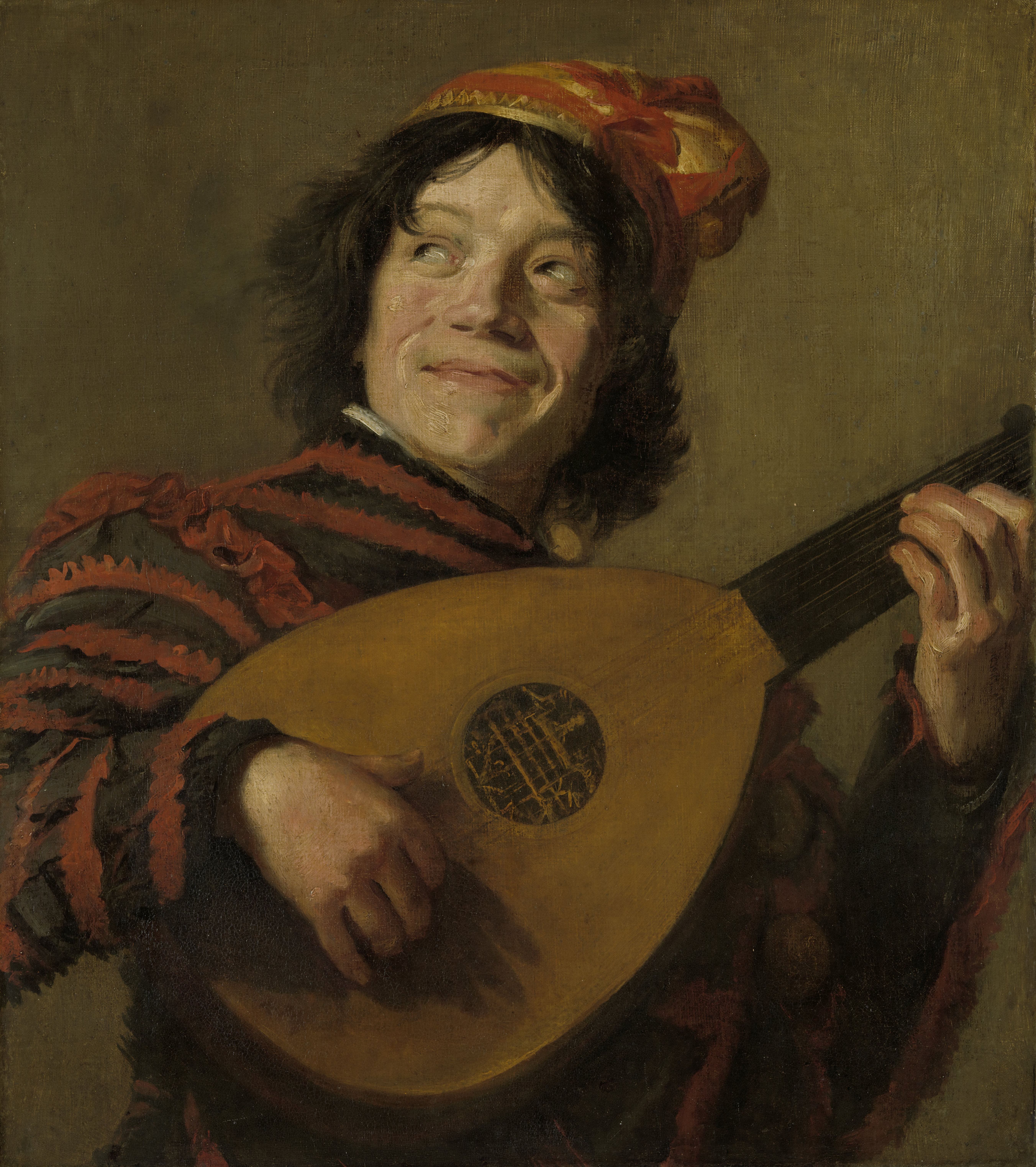
Omgeving van Frans Hals, Luitspelende jongeman, Amsterdam, Rijksmuseum
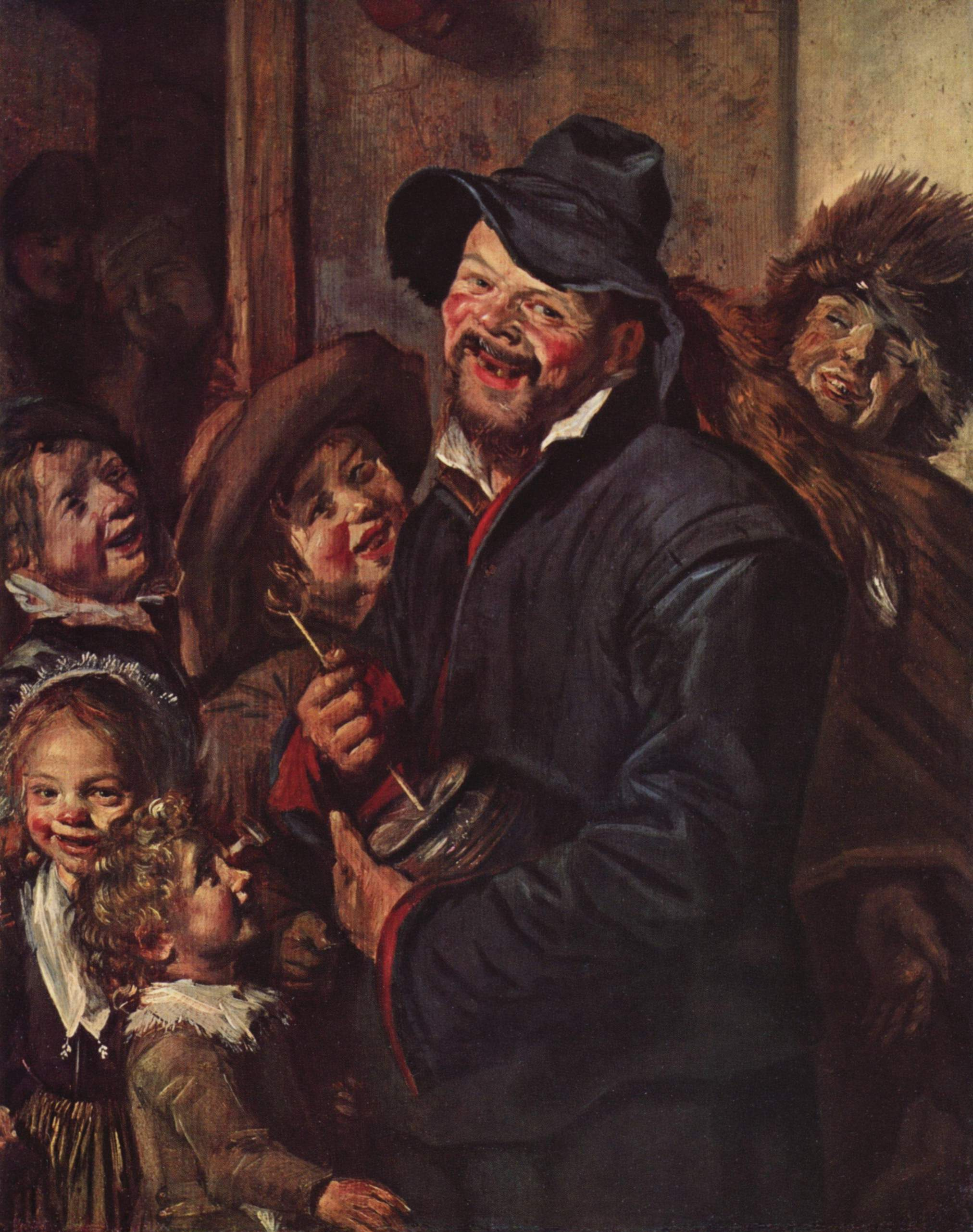
Omgeving van Frans Hals, Rommelpotspeler, ca. 1630, Chicago, Art Institute of Chicago
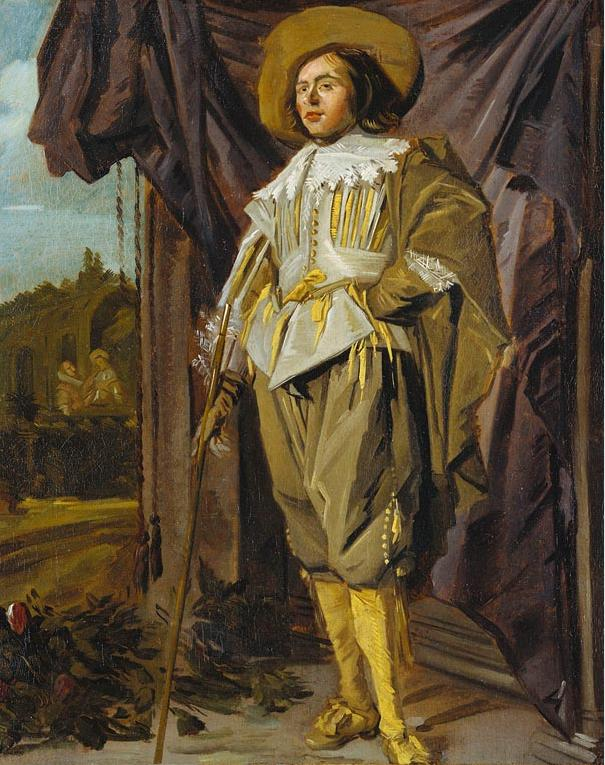
Omgeving van Frans Hals, Staande cavalier, privécollectie
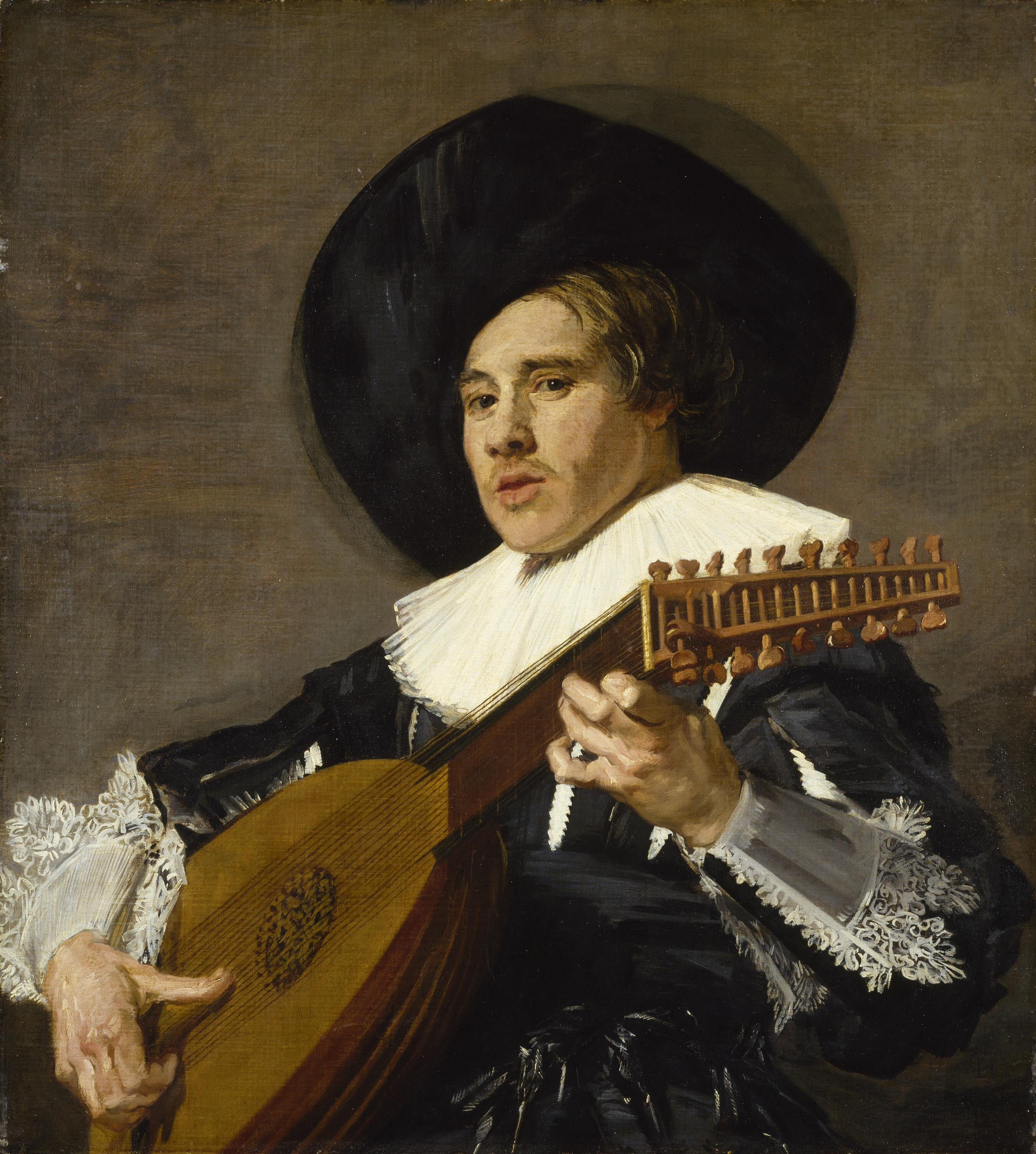
Omgeving van Frans Hals, Luitspeler, Blessington, collectie Sir Alfred Beit
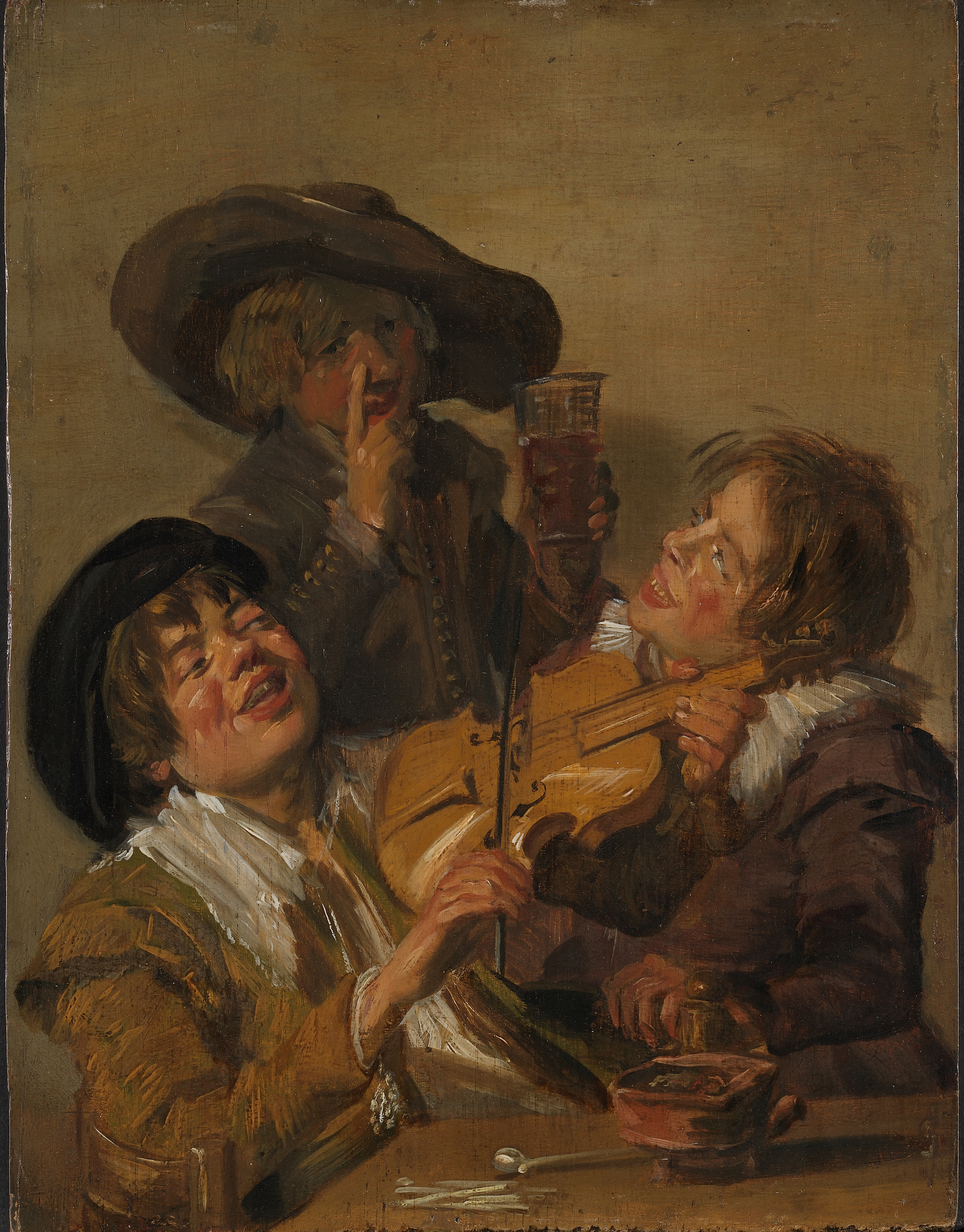
Omgeving van Frans Hals, Vrolijk gezelschap van drie jongens met een viool, Oslo, Nasjonalgalleriet
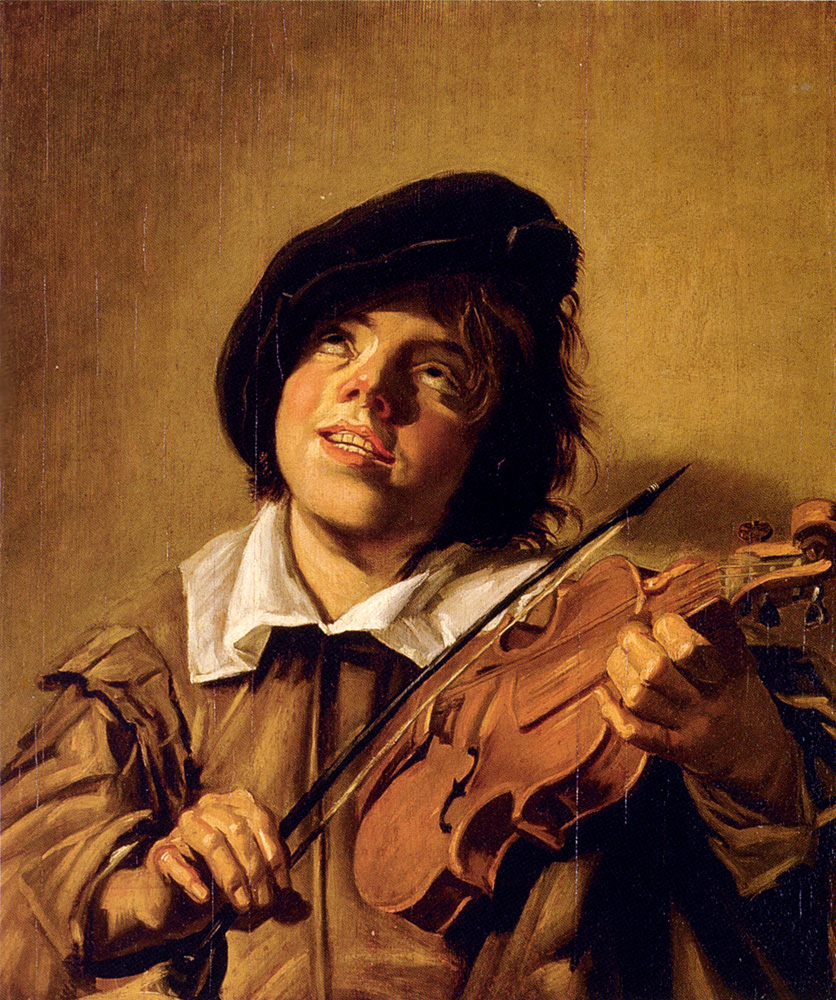
Navolger van Frans Hals, Violist, Richmond, Virginia Museum of Fine Arts

### Navolger van Gerard van Honthorst
Ook het volgende schilderij is vroeger ten onrechte aan Judith Leyster toegeschreven.

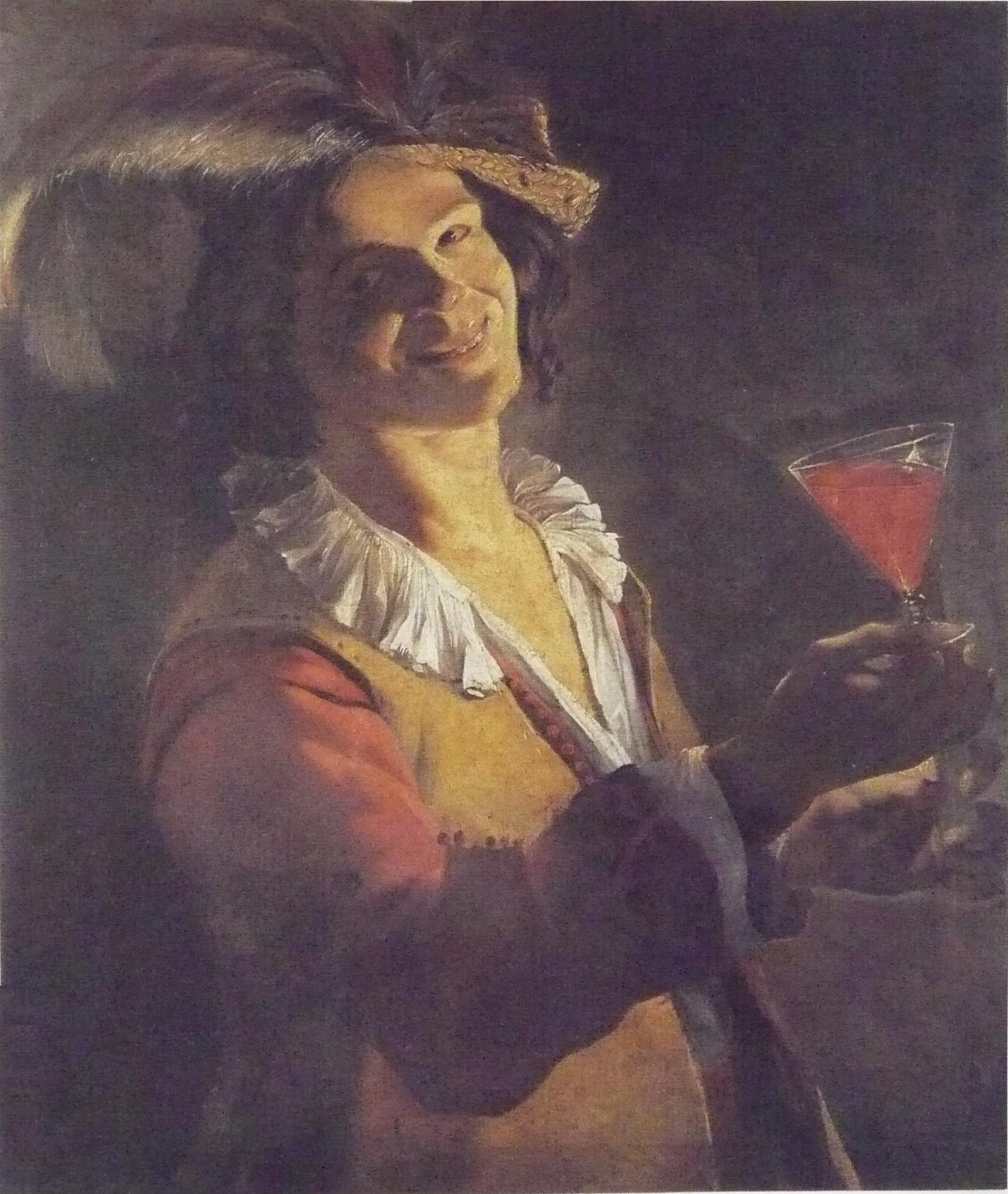
Navolger van Gerard van Honthorst, Vrolijke drinker, Staatliche Kunsthalle Karlsruhe

## Overig
De volgende schilderijen zijn door Hofrichter ook met Judith Leyster in verband gebracht, maar de toeschrijvingen zijn onzeker of twijfelachtig.

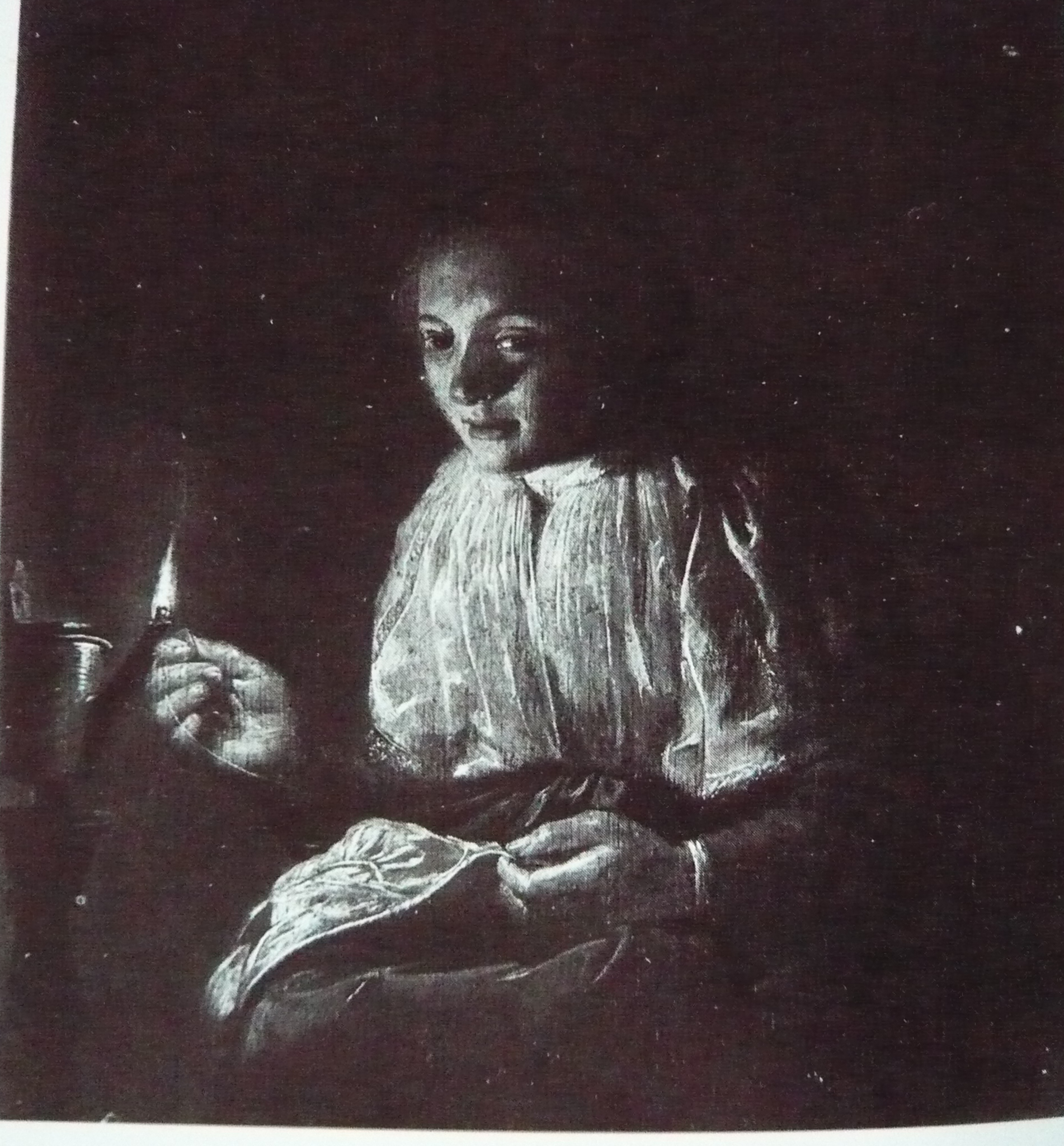
Vrouw naaiend bij het licht van een olielamp, verblijfplaats onbekend
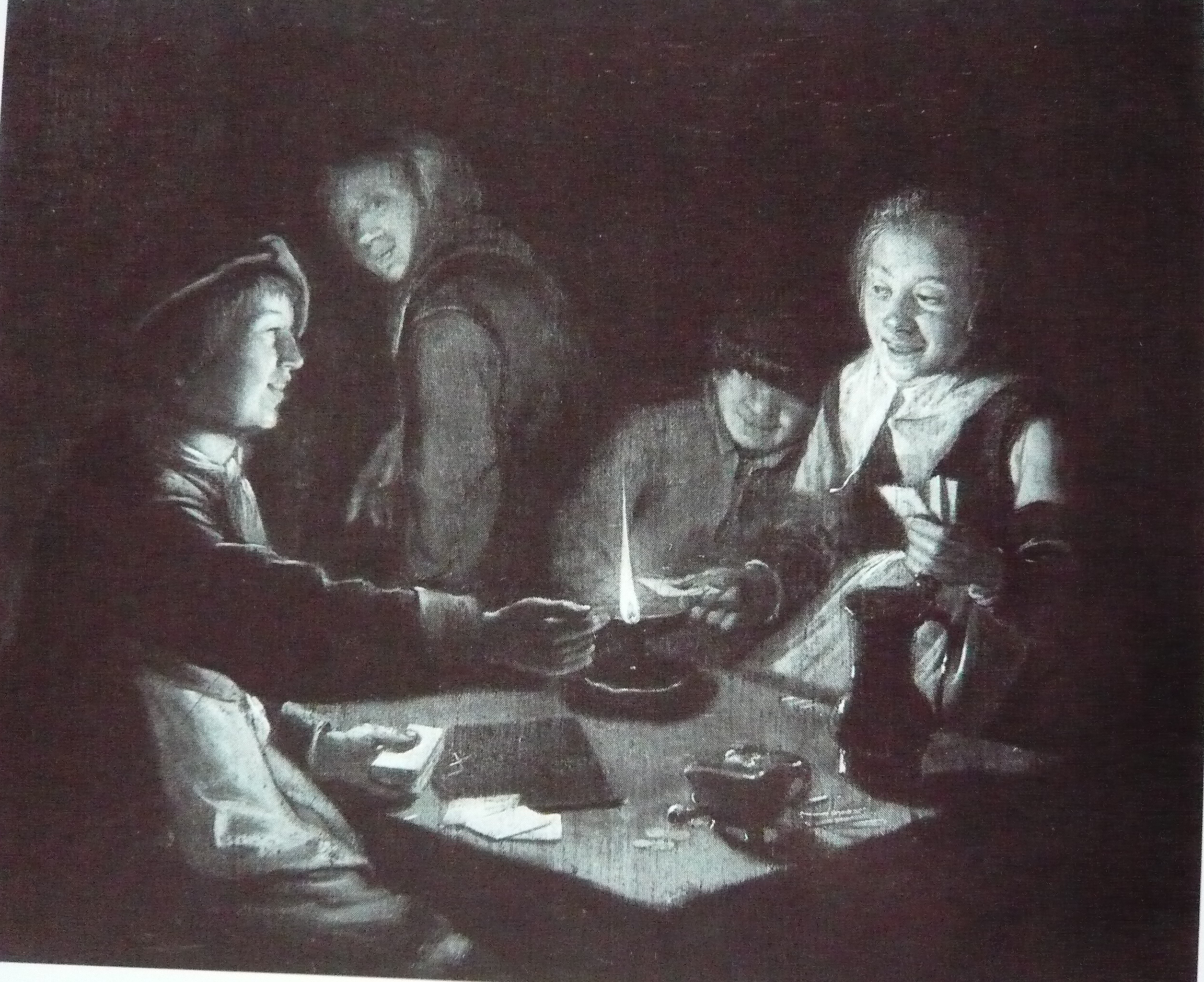
Kaartspelers met olielamp, verblijfplaats onbekend
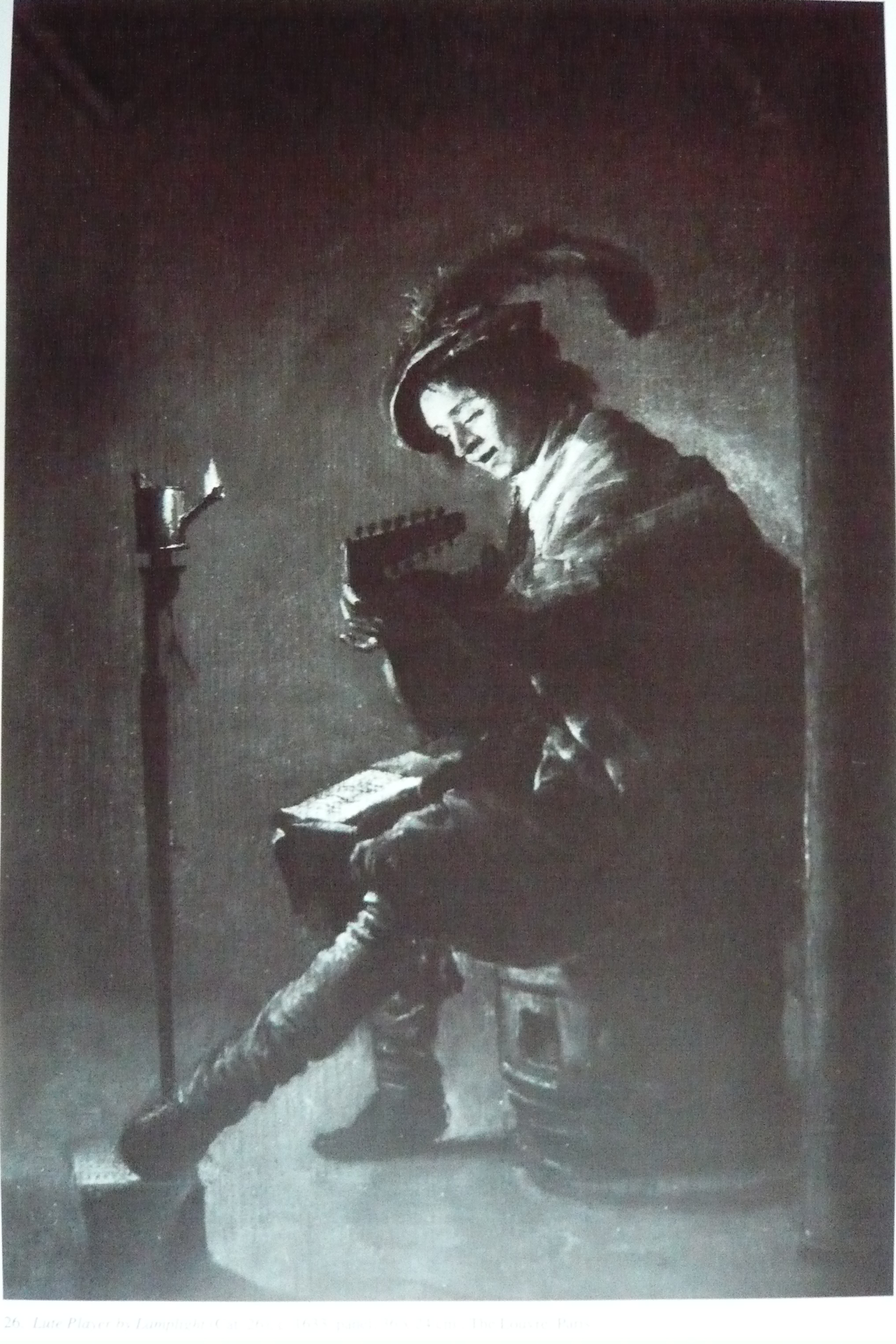
Luitspeler met olielamp, verblijfplaats onbekend (gestolen uit Musée Girodet, Montargis)
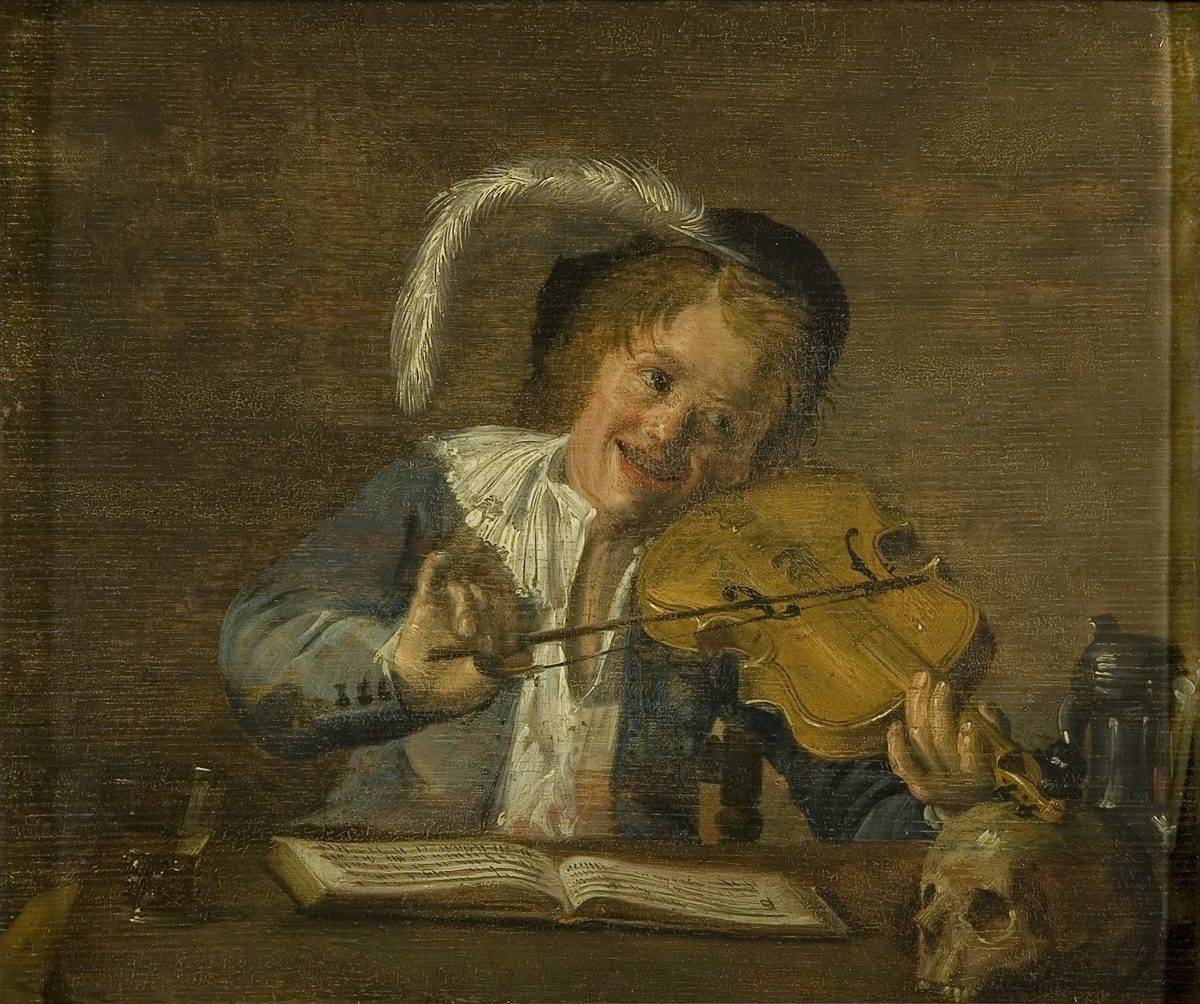
Vioolspeler met doodskop, Bristol, Bristol Art Gallery, inv. K1343
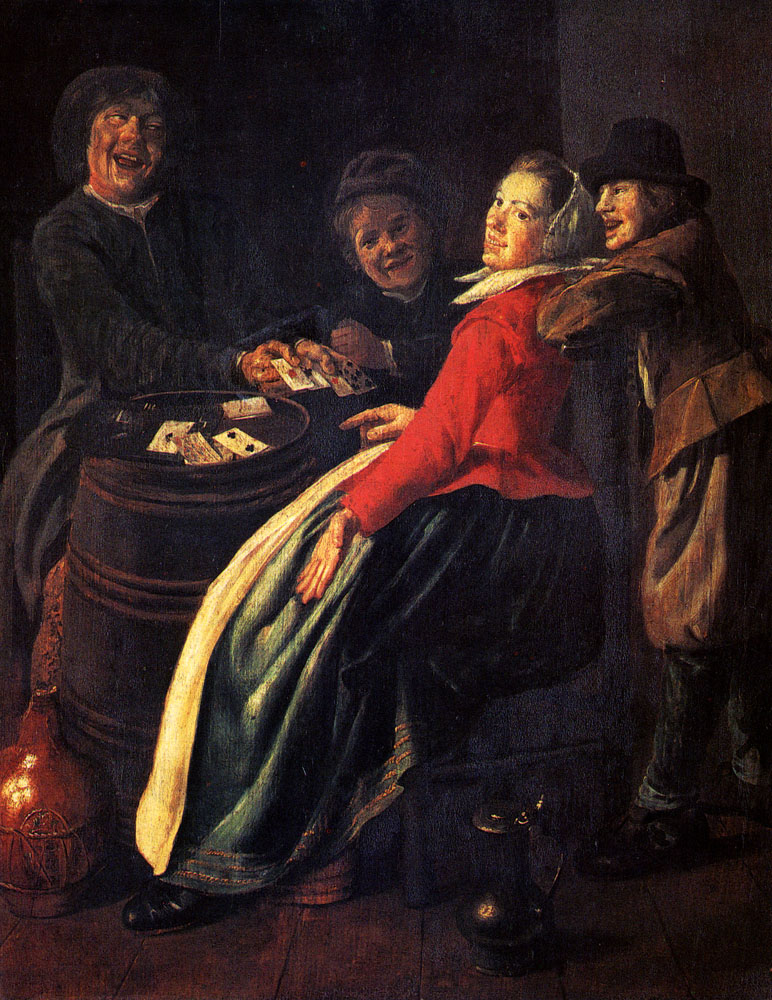
Kaartspelers, Rouen, Musée des Beaux-Arts de Rouen, inv. 07-I-51
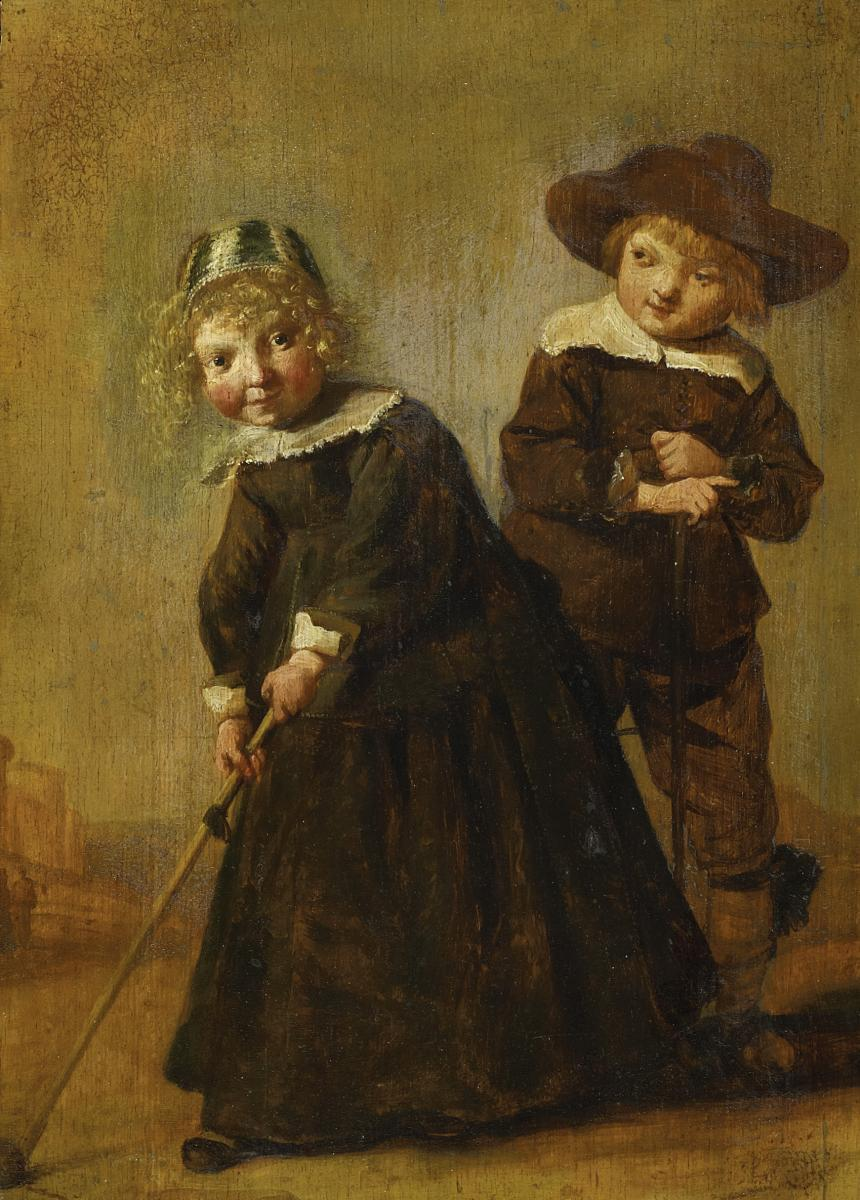
Omgeving van Judith Leyster, Een jongetje en een meisje bij het kolfspel, privécollectie
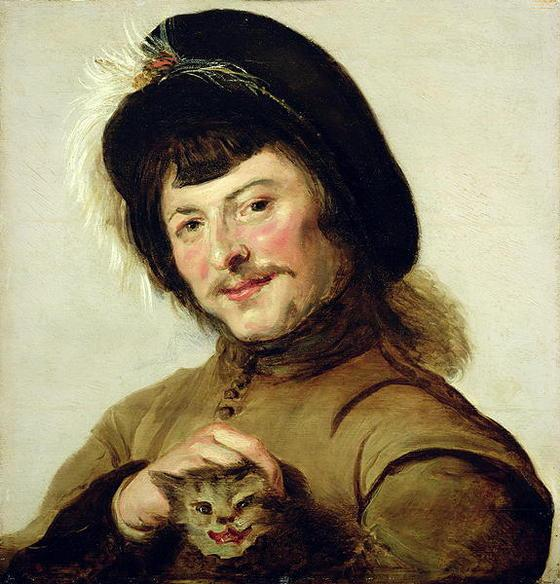
Navolger van Frans Hals, Jongeman die een kat aait, Museumslandschaft Hessen Kassel
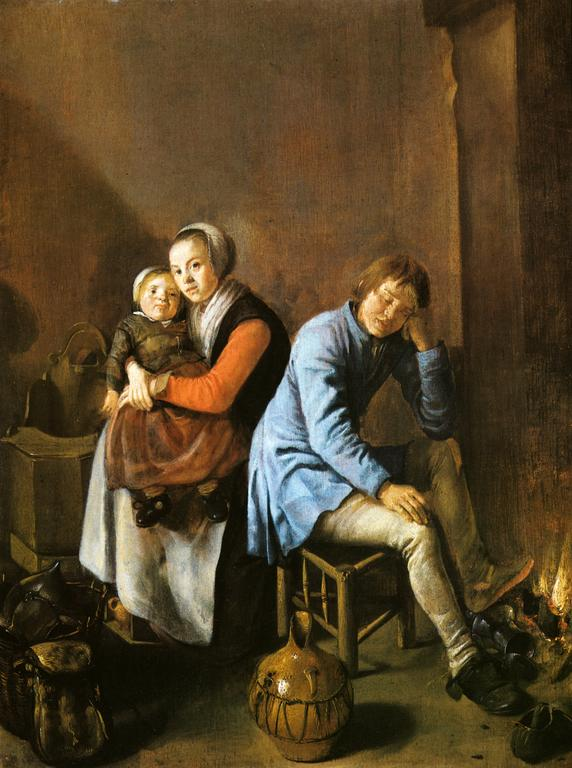
Jan Miense Molenaer (?), Interieur met slapende jongen bij de haard en jonge vrouw met een kind op schoot, privécollectie (Christie's 2000)
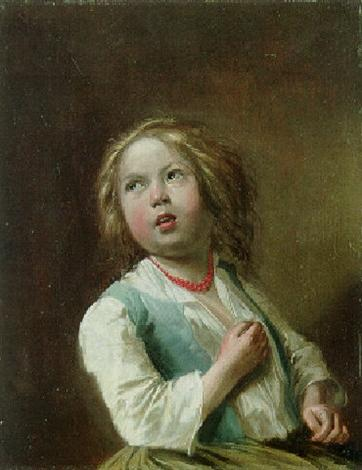
Dirck Hals (?), Jong meisje met een rode kralenketting, privécollectie (Christie's 1997)
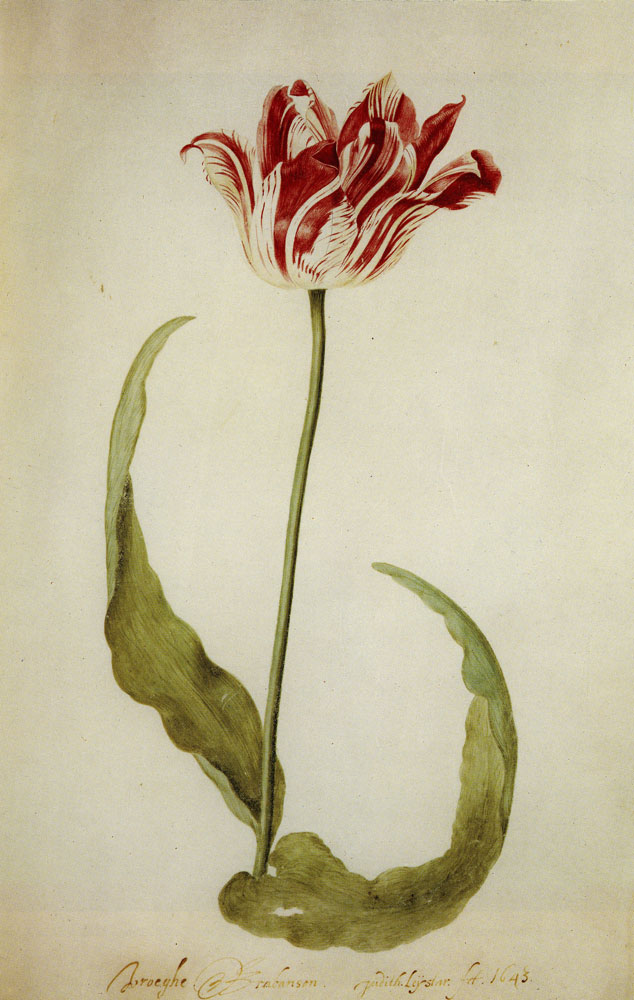
Anoniem, Tulp, Frans Halsmuseum (signatuur en datering op het blad zijn waarschijnlijk niet van Judith Leyster zelf)